# Triklabendazol
Triklabendazol (łac. triclabendazolum) – wielofunkcyjny organiczny związek chemiczny, pochodna benzimidazolu, stosowany w leczeniu fascjolozy u ludzi i zwierząt. 

## Mechanizm działania
Dokładny mechanizm działania triklabendazolu i jego głównego metabolitu, sulfotlenku triklabendazolu, który prawdopodobnie odpowiadania w większym stopniu za działanie przeciwpasożytnicze, nie jest poznany. Triklabendazol powoduje zahamowanie ruchliwości przywr oraz powoduje zmianę funkcji i struktury mikrotubuli.

## Zastosowanie
- leczenie zarażenia Fasciola hepatica oraz Paragonimus westermani[8]
- leczenie fascjolozy spowodowanej motylicą wątrobową oraz motylicą olbrzymią[7]

Triklabendazol znajduje się na wzorcowej liście podstawowych leków Światowej Organizacji Zdrowia (WHO Model Lists of Essential Medicines) (2017).
Triklabendazol nie jest dopuszczony do obrotu w Polsce (2018).

## Działania niepożądane
Triklabendazol  może powodować następujące działania niepożądane u ponad 1% pacjentów: zawroty głowy, ból głowy, zawroty głowy, ból w klatce piersiowej, duszność, kaszel, ból brzucha, utrata apetytu, biegunka, nudności, wymioty, kolka żółciowa, żółtaczka, nadmierne pocenie, pokrzywka, astenia, złe samopoczucie, gorączka.

## Właściwości fizykochemiczne
W zależności od rozpuszczalnika można uzyskać go w dwóch formach:
- t. topn. 175–176 °C – krystalizacja z układu etanol-woda (forma ta znana była wcześniej[5])
- t. topn. 85–90 °C – krystalizacja z heksanu

Forma niskotemperaturowa samorzutnie przekształca się w drugą podczas przechowywania. Formę niskotemperaturową można odtworzyć po rozpuszczeniu związku w wodnym roztworze KOH i wlaniu uzyskanego roztworu do czystej wody, w której triklabendazol jest praktycznie nierozpuszczalny. W efekcie wytrąca się produkt niskotemperaturowy.
Obie formy mają praktycznie identyczne dane analityczne i obie występują jako mieszaniny ok. 1:1 tautomerów różniących się miejscem protonowania pierścienia imidazolowego (N-1 lub N-3).